# 牛田本線料金所
牛田本線料金所（うしたほんせんりょうきんじょ）は、愛知県知立市にある衣浦豊田道路の本線料金所である。衣浦豊田道路全線を利用する場合、いずれのICから出入りしてもここで料金を支払うことになる（両端 - 牛田IC間の区間利用の場合は牛田ICの料金所で精算する）。

## 料金所
衣浦豊田道路はETCに対応していないため、ブースは全て一般レーンである。ブースは12ヶ所あるが、本線料金所のブースはこのうち10ヶ所で、残る2ヶ所は牛田ICの生駒方面入口料金所である（他方面の料金所は地上に設置されている）。
- 料金所ブースの数
  - 生駒方面 - 5ヶ所
  - 新林方面 - 5ヶ所
  - 牛田IC生駒方面 - 2ヶ所

## 隣
衣浦豊田道路（有料区間）
新林IC - 牛田IC/牛田TB - 八橋IC